# Campionati mondiali juniores di slittino 1986
I Campionati mondiali juniores di slittino 1986 si sono disputati a Schönau am Königssee, nell'allora Germania Ovest, dal 16 al 19 gennaio 1986. La pista situata al confine con l'Austria ospita la manifestazione iridata di categoria per la prima volta.

## Podi[1][2]
| Evento         | Oro                                    | Tempo | Argento                   | Tempo | Bronzo                     | Tempo |
| Singolo Uomini | Maximilian Burghardtswieser            |       | Heiko Wietasch            |       | Arnold Huber               |       |
| Singolo Donne  | Nadežda Šmitova                        |       | Susi Erdmann              |       | Veronika Oberhuber         |       |
| Doppio         | Uwe Reindl Maximilian Burghardtswieser |       | Igor' Utkin Andrej Tussov |       | Stefan Krauße Jan Behrendt |       |

## Medagliere
| Posiz. | Nazione          | Oro | Argento | Bronzo | Totale |
| ------ | ---------------- | --- | ------- | ------ | ------ |
| 1      | Germania Ovest   | 2   | 0       | 0      | 2      |
| 2      | Unione Sovietica | 1   | 1       | 0      | 2      |
| 3      | Germania Est     | 0   | 2       | 1      | 3      |
| 4      | Italia           | 0   | 0       | 2      | 2      |